# Suely Rolnik
Suely Rolnik (São Paulo, 16 de junio de 1948) es una filósofa, escritora, psicoanalista, curadora, crítica de arte y cultura y profesora universitaria brasileña. Perseguida por el régimen militar, vivió exiliada en Francia entre 1970 y 1979. Regresó a Brasil en 1979 y fundó el Núcleo de Estudios de la Subjetividad de la PUC-SP, donde todavía enseña.

## Biografía
Suely comenzó su formación académica como estudiante de Ciencias Sociales en la Universidad de São Paulo (USP). Tras ser detenida por la dictadura, se exilió en Francia, donde realizó la mayor parte de su formación académica. Graduada en Filosofía y Ciencias Sociales en la Universidad de París VIII (Vincennes), y graduada de la maestría y DESS en Ciencias Clínicas Humanas (revalidado en Brasil como Psicología) en la Universidad París VII (Diderot). Durante este período, estuvo como paciente y luego trabajó con Félix Guattari en la Clínica Experimental de Cour-Cheverny (La Borde). Asistió a las clases y seminarios de Gilles Deleuze, Michel Foucault, Pierre Clastres y Roland Barthes. Después de la Ley de Amnistía, regresó a Brasil en 1979 y fundó el Núcleo de Estudios de la Subjetividad en el Programa de Posgrado en Psicología Clínica de la PUC-SP. De 2007 a 2015 fue profesora invitada en el Programa de Estudios Independientes del Museo de Arte Contemporáneo de Barcelona.
A partir de la década de 1990, comienza a actuar fuertemente en el campo del arte contemporáneo, siendo ampliamente reconocida. Es creadora del Arquivo para uma obra-acontecimento, un proyecto de investigación y activación de la memoria corporal de las propuestas artísticas de Lygia Clark y su contexto, en el que realizó 65 filmes de entrevistas en Brasil, Francia, Inglaterra y EE. UU. The Archive fue elegido como uno de los diez mejores proyectos de arte contemporáneo de 2011 a nivel internacional por la revista Artforum. El archivo fue el nervio central de una retrospectiva de la obra de Lygia Clark curada por Suely Rolnik con Corinne Diserens (Musée de Beaux-arts de Nantes, 2005, y la Pinacoteca do Estado de São Paulo, 2006). Los filmes fueron subtitulados en francés y portugués y también estarán subtitulados en español (por medio de algunos museos iberoamericanos coordinados por el Museo de Arte Contemporáneo de Barcelona) y en inglés (por el Tate Modern). Se llevaron a cabo exposiciones de archivo dirigidas por Suely Rolnik en Bruselas, Amberes, Madrid, Berlín, Londres, Nueva York y Fortaleza. En el 2011 fue producida en Francia una caja con 20 DVD y un cuadernillo (Miniserie de la Cultura/Carta Branca) y en Brasil (Cinemateca Brasileira - MinC y SESC-SP). La caja fue lanzada en Brasil en 2011 con exposiciones y simposios en SESC-SP (São Paulo) y MAMAM (Recife), y en Francia, en 2012, en París, con la exposición en los Laboratoires d'Aubervilliers y la conferencia en la Triennale d'art contemporain (Palais de Tokyo) y, en Bruselas, con una conferencia en Wiels, Centre d'Art Contemporain en colaboración con École de Recherches Graphiques y École Supérieure des Arts (ERG). Entre las publicaciones del primer ensayo del cuadernillo destaca su edición como libro por parte de Documenta 13. Entre las publicaciones del segundo ensayo, destaca su edición en Revista Manifesta #13 y #14, editada por Manifesta 9.
También es miembra fundadoar de la Red deConceitualismos do Sul, compuesta por 50 investigadores latinoamericanos, de Manifeste Anthropophage / Anthropophagie Zombie, Archivmanie, Cartografia Sentimental: Contemporaneous Transformations of Desire y Spheres of Insurrection : apuntes para una vida sin proxenetismo. En colaboración con Félix Guattari, es coautora de Micropolítica: Cartografías del deseo, publicado en varios países. Ha sido editora invitada de números especiales de las revistas de arte Zehar (N.º 51, España, 2003) y Parachute (N.º 116, Canadá, 2004).
Es autora de más de 80 ensayos publicados en libros, revistas y catálogos de arte y cultura en varios países, totalizando más de 250 publicaciones. Fue traductora, entre otros, de Vols. III y IV de Mil Mesetas, de Gilles Deleuze y Félix Guattari (Ed.34, 1997).
En 2014, Suely fue miembra del jurado del Premio Casa de las Américas, en Cuba, y miembra del jurado del Premio Príncipe Claus de Cultura y Desarrollo, en los Países Bajos.
Suely fue citada por Google en 2020 como una de las mujeres brasileñas más buscadas con su herramienta de búsqueda.
Como psicoanalista, ha trabajado en numerosas instituciones psiquiátricas en Francia y Brasil, y tiene una práctica privada en São Paulo desde hace tres décadas.

## Obras
- "Schizoanalysis and Anthropophagy", em Eric Alliez (ed.), Gilles Deleuze: Une vie philosophique. Paris: Les empêcheurs de penser en rond – Éditions la découverte, 1998. com Corinne Diserens,  Nous sommes le moule. À vous de donner le souffle. Lygia Clark, de l'œuvre à l'événement. Museu de Belas Artes de Nantes, 2005.
- Cartografia Sentimental: transformações contemporâneas do desejo. Sulinas/Editora da UFRGS, 2016 (2a. ed.).
- com Félix Guattari, Micropolítica: Cartografias do desejo. Petrópolis: Vozes, 2013 (2a. ed.).
- « Anthropophagie zombie» dans Brésil/Europe : repenser le Mouvement Anthropophagique, no Cahier du Collège international de philosophie, n°60, 2008.
- Manifeste anthropophage Archivado el 20 de marzo de 2017 en Wayback Machine. (de Oswald de Andrade) / Anthropophagie zombie (de Suely Rolnik), Blackjack éditions, Collection « Pile ou Face », 2011.
- « Archivomanie » Archivado el 5 de noviembre de 2016 en Wayback Machine., em Rue Descartes, n°76, 2012.
- Esferas da Insurreição: notas para uma vida não cafetinada Archivado el 1 de octubre de 2019 en Wayback Machine.. São Paulo: n-1 edições, 2019 (2a. ed.).
- Cartografia Sentimental: transformações contemporâneas do desejo. Sulinas/Editora da UFRGS, 2016 (2a. ed.).
- com Félix Guattari, Micropolítica: Cartografias do desejo. Petrópolis: Vozes, 2013 (2a. ed.).
- « Anthropophagie zombie» dans Brésil/Europe : repenser le Mouvement Anthropophagique, no Cahier du Collège international de philosophie, n°60, 2008.
- Manifeste anthropophage Archivado el 20 de marzo de 2017 en Wayback Machine. (de Oswald de Andrade) / Anthropophagie zombie (de Suely Rolnik), Blackjack éditions, Collection « Pile ou Face », 2011.
- « Archivomanie » Archivado el 5 de noviembre de 2016 en Wayback Machine., em Rue Descartes, n°76, 2012.
- Esferas da Insurreição: notas para uma vida não cafetinada Archivado el 1 de octubre de 2019 en Wayback Machine.. São Paulo: n-1 edições, 2019 (2a. ed.).